# アクトガイ駅
アクトガイ駅（カザフ語: Актогай бекеті）はカザフスタンのアバイ州アヤゴズ地区アクトガイにある、カザフスタン鉄道の鉄道駅。

## 概要
1930年にトルキスタン・シベリア鉄道の駅として開業した。 1959年にはアクトガイ駅 - ドストゥク駅間の支線（アクトガイ - ドストゥク線）が完成したが、その後の中ソ対立の影響により中国側とは接続しなかった。1985年にアクトガイ - サヤク間が、1990年には中国側で北疆線が開通し、ウルムチ - ドストゥク - アクトガイ - サヤク - バルハシ - モイントゥイ - ヌルスルタン間が1本の線路で結ばれた。
2011年にはジェティゲン - アルティンコリ - コルガス -  精河間の鉄道（精伊霍線）が開通したが、2019年現在もK9795/9796次列車は当駅経由のルートで運行されている。